# سبستيان بنييرا
ميغيل خوان سيباستيان بينيرا إتشينيكه (01 ديسمبر 1949 – 6 فبراير 2024) ملياردير ورجل أعمالٍ وسياسي تشيليّ شغل منصب رئيس تشيلي لفترتين رئاسية من عام 2018 وحتى عام 2022. ورئيس من عام 2010 حتى 2014. كونه ابن سياسي ودبلوماسي من الحزب الديمقراطي المسيحي، درس هندسة الأعمال التجارية في الجامعة البابوية الكاثوليكية في تشيلي والاقتصاد في جامعة هارفرد. بلغت ثروته الصافية ما يقدر 2.8 مليار دولار أمريكي في عام 2019 وفقًا لفوربس، ما يجعله واحدًا من أثرى الناس في تشيلي.
بصفته عضوًا في حزب التجديد الوطني المحافظ اللبرالي، شغل منصب سيناتور عن مقاطعة شرق سانتياغو بين عامي 1990 و1998، وترشح للانتخابات في عام 2005، والتي خسرها أمام ميشال باشيليت، ثم جدد ترشيحه ونجح في 2010. نتيجة لذلك، صار أول رئيس محافظ لتشيلي يُنتخب بطريقة ديمقراطية منذ عام 1958، وأول شاغل للمنصب منذ رحيل أوغستو بينوشيه في 1990.
في أعقاب الاضطرابات الاجتماعية التي اندلعت في أواخر عام 2019، أدى تقلص قدرة بينيرا على الحكم وفق مبدأ النظام الرئاسي إلى مزاعم مفادها أن تشيلي في حالة برلمانية سيادة برلمانية بحكم الواقع أو يجب أن تصير برلمانية.

## نشأته وتعليمه
بينيرا الابن السادس لخوسيه بينيرا كارفالو وماغدالينا إنريكيه روزاس. من بين أجداده لأمه نجد جدة جدة جدته، لويزا بينتو غارمينديا، أخت الرئيس أنيبال بينتو غارمينديا وابنة الرئيس فرانسيسكو أنتونيو بينتو ولويزا غارمينديا ألورالدي، التي كانت سليلة إمبراطور الإنكا قبل الأخير واينا كاباك. هو ابن أخ الأسقف الروماني الكاثوليكي الحي الأكبر سنًا السابق في العالم، بيرناردينو بينيرا، والذي توفي في عام 2020 نتيجة مضاعفات فيروس كورونا 2019.
انتقلت عائلة بينيرا إلى بلجيكا بعد عام من ولادته ولاحقًا إلى مدينة نيويورك، حيث كان والده السفير التشيلي لدى الأمم المتحدة. عاد بينيرا إلى تشيلي في عام 1955 وسجل في كوليجيو ديل فيربو ديفينيو («كلية الكلمة الإلهية»)، والتي تخرج فيها في عام 1967.
تقدم بينيرا بعد ذلك إلى امتحانات القبول في الجامعة البابوية الكاثوليكية في تشيلي، والتي تخرج فيها في عام 1971 بدرجة البكالوريوس في الهندسة التجارية. عقب تخرجه، تلقى جائزة رؤول إيفر أوكلسي، التي تُمنح لأفضل تلميذ بالمحصلة النهائية في كل صف.
تابع بينيرا إلى جامعة هارفرد في برنامج فولبرايت جزئي للدراسات العليا في الاقتصاد. خلال الوقت الذي قضاه في هارفرد، شارك بينيرا وزميل له في كتابة مقال: «حصة الجنوب القديم في الحركة الإقليمية للعبيد»، لصحيفة التاريخ الاقتصادي. بعد ثلاث سنوات في هارفرد، تخرج بينيرا بدرجتي ماجستير في الآداب ودكتوراه في الاقتصاد.

## مسيرته

### التدريس
كان بينيرا محاضِرًا في الاقتصاد منذ عام 1971 حتى 1988 في جامعة تشيلي، والجامعة البابوية الكاثوليكية في تشيلي وجامعة أدولفو إيبانيز. في عام 1971، كان مسؤولًا عن النظرية السياسية الاقتصادية في كلية الاقتصاد في جامعة تشيلي، وفي عام 1972 في كلية فالباريسو للأعمال.

### المؤسسات
في عام 1989، أنشأ بينيرا بصحبة سيسيليا موريل ودانيكا راديك وباولا ديلانو مؤسسة النساء المغامرات (فونداثيون موهير إمبرينديه)، والتي كانت تُسمى أصلًا بيت الشباب (لا كاسا دي لا هوفينتود). تهدف المؤسسة إلى المساعدة في تنمية الشابات ذوات الدخل المنخفض.
في عام 1973، أنشأ بينيرا مؤسسة فونداثيون فوتورو، التي يشغل منصب رئيسها بنفسه، ومديروها هم كريستيان بوزا دي.، وماريا تيريسيا تشادويك بّي.، وهوغو مونتيس بي.، وسيسيليا موريل إم.، وريناتو بوبليتس إس.جيه.، وفابيو فلاديس سي. ومديرة المؤسسة هي ماغدالينا بينيرا. تتمثل مهمة المؤسسة في المساعدة في تنمية العدالة والحرية والديمقراطية في تشيلي. أُعيدت تسمية المؤسسة إلى فونداثيون كولتورا إي سوسيداد بعد أن انتُخب بينيرا رئيسًا.
تحت إشراف فونداثيون كولتورا إي سوسيداد (فونداثيون فوتورو سابقًا) كان الغروبو تانتاوكو يتولى مهمة مناصرة البيئة، ويديره خوان كارلوس أوركويدي. أُنشئ لدعم المقترحات التي يخطط بينيرا لوضعها خلال فترة رئاسته. في عام 2005، أنشأ بينيرا منتزه تانتاوكو (بالإسبانية: باركيه تانتاوكو)، وهو محمية طبيعية خاصة مساحتها 1.180 كم2 (465 ميل2 ) اشتراها ويمتلكها عند الطرف الجنوبي لجزيرة شيلوي، من أجل حماية 118.000 هكتار من النظام البيئي الفريد للمنطقة. تدير مؤسسته المنتزه المتاح للعامة، وهو موقع سياحي بيئي.
في الحقيقة، اشترى بينيرا الهكتارات المئة وثمانية عشر في شيلوي عبر شركة خارج الحدود في بنما. واجه ضغوطًا للتنازل عن ثمانية هكتارات لست عشرة عائلة من السكان الأصليين يسبق وجودها شراء بينيرا للأرض، والذين أمضوا سنوات في التفاوض للحصول على حق ملكيتهم لأراضيهم العائلية.
اقتُرح مشروع إضافي اسمه غروبو تانتاوكو: ديريشوس هومانوس، على أمل بدء المصالحة بين الشعب التشيلي الذي عانى من انتهاكات حقوق الإنسان خلال ديكتاتورية أوغستو بينوشيه.

### الأعمال التجارية
كان بينيرا المدير العام لبانكو دي تالكا. في عام 1982، أُصدرت مذكرة لاعتقاله بتهمة انتهاك القانون المصرفي لأن أكثر من 38 مليون دولار أمريكي لم تُدفع إلى البنك المركزي التشيلي، وبينيرا يشغل منصب المدير التنفيذي لبانكو دي تالكا. اختفى المال ولم يُدفع أبدًا. أمضى بينيرا 24 يومًا مختبئًا بينما استأنف شقيقه خوسيه بينيرا الأمر، وقام ببعض النداءات للاستخفاف بالجريمة. برأ أمر المثول أمام القضاء، الذي رفضته محكمة الاستئناف أولًا ولكن وافقت عليه المحكمة العليا بعد ذلك، بينيرا.
كان بينيرا يمتلك فيما سبق 90% من تشيليفزيون (محطة تلفزيونية أرضية تبث على اتساع الدولة). امتلك أيضًا 27% من خطوط لان الجوية (إل أيه إن)، و13% من نادي كولو لولو لكرة القدم، وغيرها من المناصب الثانوية في شركات مثل كوينيكو وإينيرسيس وسوكويميش.
في يوليو 2007، غُرم بينيرا بـ680,000 دولار أمريكي تقريبًا من قبل الهيئة الناظمة للرهون التشيلية (إس في إس) بسبب عدم سحبه أمر شراء بعد تلقيه معلومات سرية (انتهاك مشابه للتداول من الداخل) من أسهم خطوط لان الجوية في منتصف عام 2006. لاحقًا في ذلك الشهر، استقال من مجلسي إدارة لان وكوينتيك.
لتفادي تضارب المصالح، باع تشيليفزيون بـ 160 مليون دولار أمريكي في 2010 لشركة وارنر ميديا. باع أيضًا أسهمه في لان على عدة دفعات بين فبراير ومارس 2010، بالإضافة إلى حصته في كولو لولو.
جمع بينيرا ثروة تقدر بـ 2.8 مليار دولار أمريكي بدءًا من فبراير 2018، وفقًا لمجلة فوربس. ترجع ثروته في معظمها إلى اشتراكه في طرح بطاقات الائتمان في تشيلي في أواخر سبعينيات القرن الماضي واستثماراته اللاحقة، وبصورة رئيسة في أسهم خطوط لان الجوية. استحوذ بينيرا على أسهم الشركة المملوكة للدولة سابقًا من الخطوط الجوية الاسكندنافية في 1994، باعتبارها جزءًا من مشروع مشترك مع عائلة كويتو.

## الوفاة
توفي سبستيان بنييرا في 6 فبراير 2024 بعد تحطم مروحيته عن عمر ناهز الرابعة والسبعين.

## وصلات خارجية
- الموقع الرسمي
 سيرة ذاتية متوسعة من مؤسسة CIDOB
- (بالإسبانية) ملاحظات حول السيرة الذاتية
- (بالإسبانية) علم الأنساب حول عائلة بينيرا في تشيلي